# Рушник
Рушник или рушник (рус. рушник, ручник, рсн. ручникручник) је украсно и обредно платно. Прави се од лана или памука најчешће представља ткане или везене дезене, симболе и криптограме античког света. Коришћени су у светим источнословенским ритуалима, верским службама и церемонијалним догађајима као што су венчања и сахране. Сваки регион има своје дизајне и обрасце са скривеним значењем, које се преносе са генерације на генерацију и проучавају од стране етнографа.
У етнографским музејима постоји много збирки рушника. У Украјини, Музеј рушника се налази у Перејаславу, у Украјини, као део Музеја народне архитектуре и начина живота тог краја. У Музеју Ермитаж налази се руска колекција рушника.

## Значење
Правоугаони облик тканине указује на животни пут, а орнаментика одражава културну успомену предака овог краја. Материјал који се користи је или лан или конопља. Чин предења конца и процес ткања платна оличава духовну моћ која датира још од древног божанства Мокоша које је често представљено у везовима. Игла има своју енергију, идеју сличну акупунктури, а боја конца има свето значење. Црвена представља живот и главна је боја која се користи. Рушник се даје беби при рођењу, прати особу током живота и користи се у погребној служби након смрти.
Правоугаони облик тканине указује на животни пут, а орнаментика одражава културну успомену предака овог краја. Материјал који се користи је или лан или конопља. Чин предења конца и процес ткања платна оличава духовну моћ која датира још од древног божанства Мокоша које је често представљено у везовима. Игла има своју енергију, идеју сличну акупунктури, а боја конца има свето значење. Црвена представља живот и главна је боја која се користи. Рушник се даје беби при рођењу, прати особу током живота и користи се у погребној служби након смрти.

## Употреба
Рушник има много употреба. Сам основни рушник се колоквијално назива утиралник или брисач и служи као пешкир . Утиралник или нема дизајн на себи или има веома уску траку на ивицама. За разлику од тога, набожник је високо украшени рушник састављен од веза и чипке. Набожници, који се називају и набразници или накутници, користе се за украшавање икона и углова икона у домовима.

## Свадбени рушници и мотиви
Боја игра веома важну симболичку улогу у традиционалном словенском везу. Црвена је боја живота, сунца, плодности и здравља. Већина рушника је извезена црвеним нитима. Сама реч „црвено“ значи „лепа“ и „сјајна“ на староруском и русинском: црвена девојка, црвено сунце или црвено пролеће. На пример, фраза Краснаја девица на староруском језику је стари идиоматски израз који значи лепа девојка, а реч Краснаја се на руски језик преводи и као црвено. Дијамантски дизајн рушника је древни пољопривредни симбол, који означава засејану њиву, или сунце, и изражава идеју плодности и заштите од зла. Патке, у центру рушника, симболизују елемент воде која даје живот. У свадбеном фолклору патка и змај симболизују младу и младожењу, односно пар патака је симбол породичног живота. Још један уобичајени симбол на рушницима су птице.
Током свадбене церемоније, млада и младожења стоје на рушнику који се зове пидножник, што се преводи као пешкир. Оно што се дешава са пидножником је да ће млада вући пешкир за собом, а њене деверуше следе иза ње. Традиција каже да када деверуше иду иза пидножника, оне иду путем невесте и надамо се да ће се удати.